# 大宮村 (岐阜県)
大宮村（おおみやむら）は、かつて岐阜県稲葉郡にあった村である。
村名は大島村、宮代村から一文字ずつとった合成地名である。
現在の各務原市蘇原地区の北西部に該当する。

## 歴史
- 1875年（明治8年）1月 - 大島村と宮代村が合併し発足[2]。
- 1889年（明治29年）7月1日 - 町村制により各務郡大宮村が発足。
- 1897年（明治30年）4月1日[3] - 厚見郡、各務郡、方県郡の一部が合併し、稲葉郡となる。
- 1897年（明治30年）4月1日 - 伊飛島村、和合村、三柿野村、古市場村、持田村と合併し蘇原村が発足。同日大宮村廃止。

## 学校
- 単独での学校はなく、古市場村の古市場尋常高等小学校（現・各務原市立蘇原第一小学校）への通学であった。